# Yomiuri Football Club 1978
Questa voce raccoglie le informazioni riguardanti lo Yomiuri Football Club nelle competizioni ufficiali della stagione 1978.

## Stagione
Dopo un esordio in sordina, lo Yomiuri squadra migliorò le proprie prestazioni giungendo sino alle semifinali di Coppa di Lega (dove fu eliminato in semifinale dal Mitsubishi Heavy Industries) e attuando una rimonta che, con 28 punti ottenuti nel girone di ritorno (il massimo ottenuto da una squadra nella seconda metà di quella stagione), la porterà sino alla quarta posizione in campionato. Grazie alla partecipazione in prima divisione, la squadra ottenne l'accesso automatico alla Coppa dell'Imperatore dove fu eliminata al secondo turno dagli studenti dell'università di Sapporo.

## Maglie e sponsor
La divisa per le gare interne subisce una modifica, che vede l'inserimento di strisce bianche sulle spalle. Nelle gare esterne ne viene invece utilizzata una interamente blu, eccetto per i calzettoni bianchi. Sulla maglia campeggia la scritta Yomiuri, piccola e sulla parte destra nella maglia per gli incontri disputati in casa, grande e al centro del petto sulla maglia utilizzata nelle gare esterne. Il fornitore tecnico è Puma.
| Manica sinistra · Manica sinistra · Maglietta · Maglietta · Manica destra · Manica destra · Pantaloncini · Pantaloncini · Calzettoni | Manica sinistra · Manica sinistra · Maglietta · Maglietta · Manica destra · Manica destra · Pantaloncini · Calzettoni |  |

## Rosa
| N. |                     | Ruolo | Calciatore       |
| -- | ------------------- | ----- | ---------------- |
| 3  | Giappone (bandiera) | D     | Yasutarō Matsuki |
| 6  | Giappone (bandiera) | C     | Yukitaka Omi     |
| 8  | Brasile (bandiera)  | C     | Ruy Ramos        |
| 9  | Brasile (bandiera)  | A     | George Yonashiro |
|    | Giappone (bandiera) | P     | Kiyoshi Takada   |
|    | Giappone (bandiera) | D     | Junichi Ishitsu  |
|    | Giappone (bandiera) | D     | Kenji Saeki      |
|    | Brasile (bandiera)  | D     | Jorge Toledo     |
|    | Giappone (bandiera) | D     | Takuro Okuda     |

| N. |                     | Ruolo | Calciatore         |
| -- | ------------------- | ----- | ------------------ |
|    | Giappone (bandiera) | D     | Tadashi Sekiguchi  |
|    | Giappone (bandiera) | C     | Yoshiaki Hashimoto |
|    | Giappone (bandiera) | C     | Takekazu Suzuki    |
|    | Brasile (bandiera)  | C     | Jairo Matos        |
|    | Giappone (bandiera) | A     | Toshiki Okajima    |
|    | Giappone (bandiera) | A     | Akira Yamaguchi    |
|    | Giappone (bandiera) | A     | Kazuaki Hamaguchi  |
|    | Giappone (bandiera) | A     | Shoji Wago         |

## Statistiche

### Statistiche di squadra
| Competizione          | Punti | Totale | Totale | Totale  | Totale | Totale  | Totale | Totale | Totale | DR  |
| Competizione          | Punti | G      | V      | V (dcr) | N      | P (dcr) | P      | Gf     | Gs     | DR  |
| --------------------- | ----- | ------ | ------ | ------- | ------ | ------- | ------ | ------ | ------ | --- |
| JSL Division 1        | 43    | 18     | 10     | 1       | -      | 1       | 6      | 40     | 30     | +10 |
| JSL Cup               | -     | 6      | 3      | 1       | -      | -       | 2      | 12     | 7      | +5  |
| Coppa dell'Imperatore | -     | 2      | 1      | -       | 0      | -       | 1      | 3      | 3      | 0   |
| Totale                | -     | 26     | 14     | 2       | 0      | 1       | 9      | 55     | 40     | +15 |